# Barrage de Wadi Al-Mujib
Le Barrage de  Wadi Al-Mujib est un barrage situé dans la région de Madaba, au sud de Dibhan, en Jordanie.
La vallée du Wadi al-Mujib, longue de 80 kilomètres, abrite un petit cours d'eau, souvent cité l'Arnon dans la Bible, qui se perd dans la mer Morte.
Les travaux débutés en 1999 se sont terminés en 2003. Le barrage a été inauguré le 12 avril 2004 par le roi de Jordanie. 
Sur la crête de l’édifice, longue de 764 mètres, passe la route 35, dite route du Roi, qui sillonne le pays du nord (Umm Qais) au sud (Aqaba).

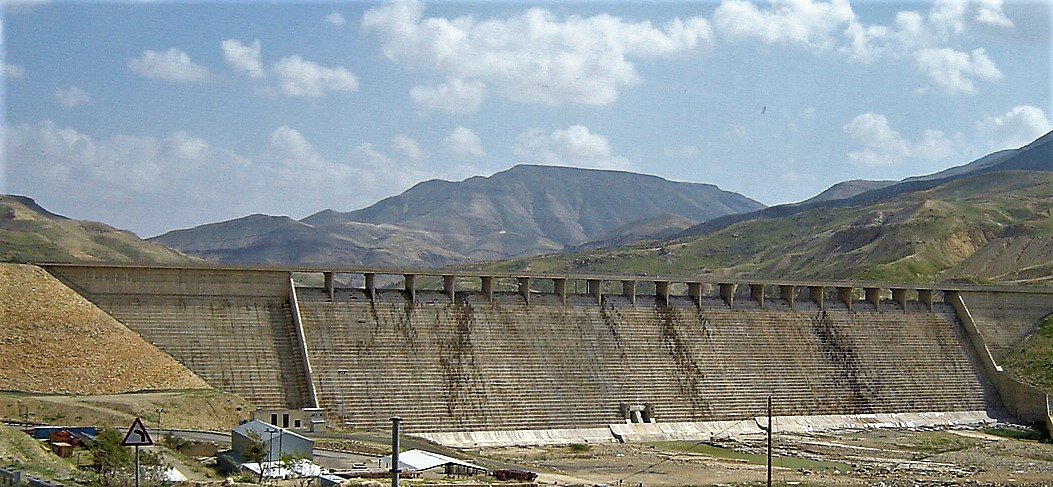